# Silver Glen Springs

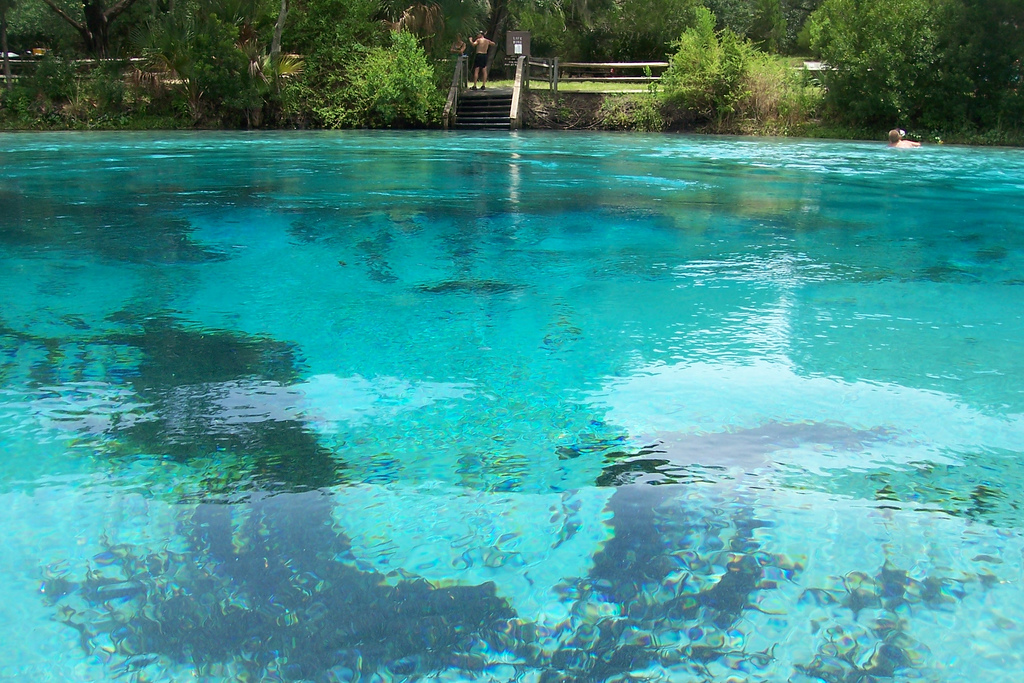
Vue de Silver Glen Springs.

Silver Glen Springs est un site naturel du centre de la Floride, aux États-Unis d'Amérique. Il s'agit de l'un des lieux-dits les plus fréquentés de la forêt nationale d'Ocala, une forêt nationale.